# Karl Feuerbach
Karl Wilhelm Feuerbach (Jena, 30 maggio 1800 – Erlangen, 12 marzo 1834) è stato un matematico tedesco, noto soprattutto per la scoperta del cerchio dei nove punti di un triangolo.
Fratello del filosofo materialista Ludwig, Karl, brillante studente, a ventidue anni conseguì il dottorato e diventò professore al Gymnasium di Erlangen. La sua carriera d'insegnante fu molto breve, e terminò dopo soli sei anni per motivi di salute.
Al periodo dell'insegnamento risalgono alcune pubblicazioni matematiche molto importanti; del 1822 è il trattato Proprietà di alcuni punti notevoli del triangolo, e di alcune rette e figure piane determinate da questi punti: un trattato analitico e trigonometrico, nella quale è incluso il teorema di Feuerbach, per il quale il cerchio dei nove punti è tangente internamente all'incerchio ed esternamente ai tre excerchi.